# Incendie de l'usine Minerva Oil
L'incendie de l'usine Minerva Oil est un accident industriel comprenant une explosion et un incendie ayant lieu le 26 octobre 2017 dans une usine chimique de produits lubrifiants pour véhicules située à Meuzac, dans la Haute-Vienne, en France.
L'accident, plus important des incendies industriels de l'année en France, provoque la mort d'une personne, produit un incendie qui détruit entièrement l'usine et qui génère un panache de fumée visible à des dizaines de kilomètres.

## Déroulement

### Contexte
La société Minerva Oil est une entreprise locale, fondée en 1934 par Pierre Lafarge, spécialisée dans la fabrication de produits de lubrification (huiles et graisses) pour les véhicules automobiles et agricoles. Initialement active dans le négoce de carburants, l'entreprise se réoriente vers la fabrication des lubrifiants dès 1950.
Elle demeure une société familiale, successivement dirigée par Pierre, Martial et Olivier Lafarge, et collabore avec le milieu des courses automobiles. Au moment du sinistre, elle emploie 46 salariés pour un chiffre d'affaires de 28 millions d'euros.

### Sinistre
Le 26 octobre 2017, vers 13h30, une explosion suivie d'un incendie dévastent entièrement le site industriel. L'enquête permet ultérieurement de préciser que des flammes ont jailli d'une des cuves, d'une contenance de 45 m3 ou 60 m3, sur laquelle un plombier, employé sous-traitant d'une société de chaudronnerie intervenait pour améliorer le contrôle du niveau des produits stockés. La soudure réalisée aurait alors provoqué une réaction causant le départ du feu.
Immédiatement, la cuve explose et atterrit à 70 mètres de distance. Trois minutes plus tard, une seconde cuve explose. L'usine prend feu intégralement. 
Un panache de fumée monumental s'élève rapidement dans le ciel, visible depuis les monts d'Ambazac au nord, jusqu'au massif du Sancy, environ 100 km à l'est.
Les secours sollicités s'emploient d'abord à repérer d'éventuels blessés. La sauvegarde du bâtiment administratif, souhaitée par la direction de l'entreprise, échoue. Rapidement, les pompiers de proximité se replient sur la protection des habitations voisines, dans l'attente de l'arrivée d'équipes mieux armées pour les feux industriels.
Les pompiers doivent employer une mousse adaptée aux hydrocarbures. Des renforts proviennent de Corrèze et de Charente. L'extinction à proprement parler commence vers 18h, et le feu est fixé vers 22h30.
Entre temps, les eaux souillées ont été dirigées vers une parcelle agricole, et des levées de terre effectuées à la hâte ont permis d'éviter la contamination de l'étang communal.
Deux jours d'intervention sont nécessaires pour assurer l'extinction du feu. Les autorités environnementales assurent qu'il n'y a pas de conséquences sanitaires directes, la combustion d'« huiles hydrocarbonées classiques » ne présentant pas de risques toxiques.

### Enquête judiciaire
La société Minerva Oil et l'employeur de l'intervenant décédé sont poursuivis pour homicide involontaire. Lors du procès qui se tient en janvier 2021, le parquet de Limoges estiment que les prévenus ont commis une faute en omettant de mettre en place un plan de prévention des risques liés au chantier de maintenance. La défense rétorque quant à elle que la responsabilité est à chercher du côté du fournisseur de produits chimiques, qui a livré de mauvaises informations sur la nature dangereuse de la substance. Le 19 mars 2021, les deux prévenus bénéficient d'une relaxe, seul un manquement concernant la prévention des risques étant retenu, consistant en des peines respectives de 10 000 et 3 000 euros d'amende.

### Reconstruction
Après un temps de réflexion, l'entreprise est maintenue et l'usine reconstruite, à quelques dizaines de mètres de son site initial, moyennant un investissement de 12 millions d'euros. Le permis de construire, délivré en février 2018, autorise un lancement des travaux en avril. Dans l'attente de leur achèvement, la société loue des locaux à Feytiat, près de Limoges. 
L'inauguration des nouveaux bâtiments de Meuzac a lieu en novembre 2018. En 2024, l'entreprise compte 28 salariés sur place, et 15 commerciaux en déplacement.
Parallèlement, des travaux de dépollution du site sinistré et des terrains altérés au moment de l'intervention des pompiers sont réalisés.
Le bilan financier de l'incendie s'élève à 29 millions d'euros, soit le deuxième bilan de catastrophe le plus élevé en France pour 2017.